# Þorleifur Repp
Þorleifur Guðmundsson Repp, född 1794, död 4 december 1857 i Köpenhamn, var en isländsk skriftställare.
Þorleifur disputerade efter studier i språk, estetik och filosofi vid Köpenhamns universitet för magistergraden 1826, men blev nekad denna på grund av otillständigt uppträdande under disputationen. År 1838 redigerade han tidningen "Dagen", 1839 blev han translator i engelska och tyska samt 1843 språklärare vid Det praktiske Handelsakademi. Åren 1848–1850 var han redaktör för "Tiden". Hans flitiga skriftställarverksamhet på engelska såväl som danska omfattade snart sagt alla ämnen, bland annat politik, ekonomi och litteratur. Vidare översatte han Laxdalingarnas saga till latin (1826) och några mindre isländska sagor till danska. Han blev enligt egen önskan begravd i Reykjavik.